# Marit Allen
Marit Allen (ur. 17 września 1941 w Cheshire, zm. 26 listopada 2007 w Sydney) – brytyjska dziennikarka i projektantka mody, znana jako twórczyni kostiumów do licznych filmów, w tym takich jak Wiedźmy, Syreny, Pani Doubtfire, Hulk czy Tajemnica Brokeback Mountain.

## Życiorys
Marit Allen urodziła się w hrabstwie Cheshire 17 września 1941 roku jako starsza z dwóch córek Rogera Allena, właściciela hotelu w Lymm. Jej matka, Aase Grimsmo, była Norweżką. Po ukończeniu szkoły dla dziewcząt w Adcote rozpoczęła studia na Uniwersytecie w Grenoble we Francji, lecz powróciła do kraju w 1960 roku. Początkowo pracowała jako windziarka w sklepie Jaegera przy Regent Street w Londynie, zaś w 1961 roku otrzymała stanowisko stażystki w czasopiśmie „Queen”. Wkrótce współtworzyła tam nowy, młodzieżowy dział zatytułowany „About Twenty”.
W 1964 roku została dziennikarką brytyjskiej edycji magazynu „Vogue”, gdzie prowadziła dział zatytułowany „Young Idea”. Zajmowała się również projektowaniem mody. W 1966 roku poślubiła producenta filmowego Sanforda „Sandy” Liebersona. W tym samym roku została konsultantką w sprawach kostiumów dla Susannah York przy produkcji filmu Kalejdoskop. W 1973 roku zaprojektowała kostiumy dla Julie Christie w filmie Nie oglądaj się teraz. Później współpracowała jeszcze z jego reżyserem Nicolasem Roegiem przy takich filmach jak: Zmysłowa obsesja (1980), Eureka (1984) i Wiedźmy (1990). Do innych produkcji, do których przygotowywała kostiumy należą: Sklepik z horrorami (1986), Biała intryga (1987), Parszywe dranie (1988), Syreny (1990), Pani Doubtfire (1993), Truposz (1995), Oczy szeroko zamknięte (1999). Z reżyserem Angiem Lee współpracowała przy Przejażdżce z diabłem (1999), Hulku (2003) i Tajemnicy Brokeback Mountain (2005), jako jedyny projektant, który opracował kostiumy dla więcej niż jednego z jego filmów.
Ogółem jej filmografia obejmuje ponad 30 pozycji. Ostatnimi były Wszyscy ludzie króla (2006), Niczego nie żałuję – Edith Piaf (2007 – nominacja do Oscara za najlepsze kostiumy) oraz Miłość w czasach zarazy (2007). Poza Nagrodą Akademii była także nominowana do nagród BAFTA (zdobyła ją – pośmiertnie – w 2008 roku za kostiumy do Niczego nie żałuję) i dwukrotnie nagrody Emmy. Zmarła w wyniku tętniaka mózgu, 26 listopada 2007 roku w Sydney, podczas pracy przy nieukończonym filmie George’a Millera, będącym adaptacją komiksu Justice League. Z zakończonego w 1983 roku rozwodem małżeństwa z Sandy Liebersonem miała dwie córki i syna.